# 郊区 (阳泉市)
郊区是中国山西省阳泉市所辖的一个市辖区。总面积为633平方公里，區人民政府駐江正大街1号。

## 行政区划
郊区下辖3个镇、4个乡：
荫营镇、河底镇、平坦镇、西南舁乡、杨家庄乡、李家庄乡、旧街乡和开发区。

## 人口
根據第七次人口普查統計數據顯示：全区常住人口为275094人，与2010年第六次全国人口普查的224901人相比，十年间增加了50193人，增加22.32%，年平均增长率2.03%。